# Luciano Savorini
Luciano Savorini (ur. 3 października 1885 w Argencie, zm. 30 października 1964 w Bolonii) – włoski gimnastyk, medalista olimpijski.
W 1912 r. reprezentował barwy Zjednoczonego Królestwa Włoch na letnich igrzyskach olimpijskich w Sztokholmie, zdobywając złoty medal w wieloboju drużynowym.